# ISO週日曆
ISO週日曆系統是ISO 8601日期和時間標準的一部分，是一種閏週曆系統。這個系統主要用在政府和商務的會計年度，用以維持時序。這個系統依據格里曆的年度中特定的一個週日，決定該年是否要增加一個星期。
格里曆的置閏循環是400年97個閏日，包含20,871個完整的星期。ISO週日曆在400年的循環中有71年會有額外的第53週，一年的平均長度是52.1775週；平均每個月有4.348125個星期。
一個ISO週數年（也可以簡稱為ISO年）有52或53個完整的星期，也就是以364天或371天取代了常用的365或366天。這額外增加出來的一個星期稱為閏週，然而在ISO 8601並沒有這個名詞。每個星期從星期一開始。每年的第一個星期包含當年的第一個星期四（並且總是包含1月4日）。ISO週的年編號因此會稍微偏離1月1日幾天。
一個日期可以依據ISO星期編號年的格式YYYY、週數的格式ww前面加上字母W，和d從1到7的一個數位，星期一是一週的開頭，星期日是結尾。例如，格里曆2006年12月31日可以寫成2006年-W52-7（擴展形式）或2006W527（緊湊形式）。

## 與格里曆關係
如果格里曆年的第一天是星期五、星期六和星期日，或是星期六和星期日，或正好就是星期日是格里曆年的第一天（在ISO年是去年的最後一天）；又或者是星期一、星期二和星期三，或者是星期一和星期二，或正好就是星期一在格里曆年的最後一天（是下一個ISO年的第一個星期），ISO週數年的年份會偏離格里曆的年份。從1月4日至12月28日，ISO週數年和所有星期4的週數都會與格里曆相同。
| 日期            | 日期                  | 日期       | 註解                                                                           |
| ISO閏週曆（年） | 格里曆                | 格里曆     | 註解                                                                           |
| --------------- | --------------------- | ---------- | ------------------------------------------------------------------------------ |
| 2004-W53-6      | 2005年1月1日 星期六   | 2005-01-01 |                                                                                |
| 2004-W53-7      | 2005年1月2日 星期日   | 2005-01-02 |                                                                                |
| 2005-W52-6      | 2005年12月31日 星期六 | 2005-12-31 |                                                                                |
| 2007-W01-1      | 2007年1月1日 星期一   | 2007-01-01 | 兩者從同一天開始                                                               |
| 2007-W52-7      | 2007年12月30日 星期日 | 2007-12-30 |                                                                                |
| 2008-W01-1      | 2007年12月31日 星期一 | 2007-12-31 |                                                                                |
| 2008-W01-2      | 2008年1月1日 星期二   | 2008-01-01 | 格里曆的2008年是閏年，ISO年的2008年則短了2天。在開始時多了1天，結束時少了3天。 |
| 2008-W52-7      | 2008年12月28日 星期日 | 2008-12-28 | ISO年的2009年開始的3天在格里曆是2008年結束前的最後3天。                        |
| 2009-W01-1      | 2008年12月29日 星期一 | 2008-12-29 | ISO年的2009年開始的3天在格里曆是2008年結束前的最後3天。                        |
| 2009-W01-2      | 2008年12月30日 星期二 | 2008-12-30 | ISO年的2009年開始的3天在格里曆是2008年結束前的最後3天。                        |
| 2009-W01-3      | 2008年12月31日 星期三 | 2008-12-31 | ISO年的2009年開始的3天在格里曆是2008年結束前的最後3天。                        |
| 2009-W01-4      | 2009年1月1日 星期四   | 2009-01-01 | ISO年的2009年開始的3天在格里曆是2008年結束前的最後3天。                        |
| 2009-W53-4      | 2009年12月31日 星期四 | 2009-12-31 | ISO年的2009年有53週，結束前的最後3天進入了格里曆的2010年。                     |
| 2009-W53-5      | 2010年1月1日 星期五   | 2010-01-01 | ISO年的2009年有53週，結束前的最後3天進入了格里曆的2010年。                     |
| 2009-W53-6      | 2010年1月2日 星期六   | 2010-01-02 | ISO年的2009年有53週，結束前的最後3天進入了格里曆的2010年。                     |
| 2009-W53-7      | 2010年1月3日 星期日   | 2010-01-03 | ISO年的2009年有53週，結束前的最後3天進入了格里曆的2010年。                     |

### 第一週
ISO 8601定義包含當年第一個星期四的那一週是第一個星期。
基於這個定義，下列的屬性有相互的等價性： 
- 第一週至少有4天在1月裏面。
- 該年的「第一天」是最靠近該年1月1日的星期一。
- 第一個星期最早是12月29日至1月4日，最晚是1月4日至1月10日。
- 如果1月1日和星期六與星期日不是工作日，1月4日就會是第一個工作日。

如果1月1日是星期一、二、三、或四，它就是第一週，如果1月1日是星期五，它就是去年度的第53週；如果是星期六，它是去年第52週的一部分（如果上一年是格里曆的閏年，它就是第53週的一部分）；如果是星期日，它是去年第52週的部分。

### 最後一週
ISO周日曆的最後一星期是第52週或53週，是下一年的第一週之前。這一週的特質如下：
- 格里曆的最後一個星期四會在這一週內。
- 最後一週有至少有4天在12月裡面。
- 它的中間日，星期四，一定在年尾。
- 最接近格里曆年結束的是12月31日星期日。
- 12月28日一定在年度內。因為最後一週的日期最晚是12月28日至1月3日，最早是12月22日至12月28日。

如果12月31日是星期一、二、或三，它是下年度的第一週；如果是星期四，它會是結束結束的第53週；如果是星期五，它是年度的第52週（或是在閏年的第53週）；如果是星期六或星期日，它是結束年度的第52週。

### 每年的星期
長年，是有53星期的年，可以有下列與定義等效的敘述：
- 任何從星期四開始的年（主日字母D或DC）和以星期三開始的閏年（ED）。
- 任何以星期四結束的年（D、ED）和以星期五結束的閏年（DC）
- 在1月1日和12月31日（在平年）或其中之一（在閏年）是星期四的年度。

其它所有的ISO週日曆的年都是只有52週的短年。
在給定的年度中，12月28日對應的週數就是當年的星期數目。
平均而言，每5.6388……年（=7/[365.2425 – 52 X 7] = 400/71）有一年是53週的長年。
下面的71年是400年循環（加上2,000就是本世紀的年度）中有53週的年度（需要注意閏年有2月29日），未列出的年份僅有52週： 
| 004 | 009 | 015 | 020 | 026 | 28  |
| 032 | 037 | 043 | 048 | 054 | 56  |
| 060 | 065 | 071 | 076 | 082 | 84  |
| 088 | 093 | 099 |     |     | 96  |
|     | 105 | 111 | 116 | 122 | 124 |
| 128 | 133 | 139 | 144 | 150 | 152 |
| 156 | 161 | 167 | 172 | 178 | 180 |
| 184 | 189 | 195 |     |     | 192 |
|     | 201 | 207 | 212 | 218 | 220 |
| 224 | 229 | 235 | 240 | 246 | 248 |
| 252 | 257 | 263 | 268 | 274 | 276 |
| 280 | 285 | 291 | 296 |     | 288 |
|     |     | 303 | 308 | 314 | 316 |
| 320 | 325 | 331 | 336 | 342 | 344 |
| 348 | 353 | 359 | 364 | 370 | 372 |
| 376 | 381 | 387 | 392 | 398 | 400 |
| 5   | 6   | 5   | 6   | 6   | 28  |

ISO的常年有43次間隔6年，27次間隔5年，有一次間隔7年（從296年到303年）。
格里曆年與這71個長年的對應關係可以細分如下：
- 27個格里曆的閏年（366天，在儒略曆也是閏年）。 Gregorian leap years (366 
  - 13個開始於星期四，結束在星期五，和
  - 14個開始於星期三，結束在星期四;
- 44個平年（365天，相較於儒略曆也是平年）開始和結束都是星期四。

格里曆對應於短年的ISO週日曆（無論開始或結束都不是星期四）的其餘329年，可以細分敘述如下：
- 有70個閏年（對應的儒略曆年也都是閏年），和
- 259個平年（但是儒略曆有3年是閏年：100、200、和300）。

因此，在400年的循環中：
- 27個ISO週日曆的長年（53週或371天）比對應的格里曆閏年（366天）多5天。
- 44個ISO週日曆的長年（53週或371天）比對應的格里曆平年（365天）多6天。
- 70個ISO週日曆的短年（52週或364天）比對應的格里曆閏年（366天）少2天。
- 259個ISO週日曆的短年（52週或364天）比對應的格里曆平年（365天）少1天。

### 每個月的星期
ISO的標準並未定義任何週與月相關聯的協定。月中的每一天和月，也都以週和周日表達，且不會混淆不清。
在會計年度中，週年統計受益於星期是一個顯著實體的規則。因此，在實務中通常每一季固定有13個星期，並且分割成5+4+4週、4+5+4週、或4+4+5週。在53個星期的長年中，最後一季有14個星期。
雖然ISO 8601認為沒有這樣的需要，但在有必要將星期分配到一個月中的時候，可以應用的規則是從每年的第一個星期開始。由這種模式產生的結果，會是不規則的。有4個月（或在長年有5個月）會有5個星期，但是至少有29天是從星期四開始，30天是從星期三開始，31天從星期二開始。

### 固定週數的日期
每年的一月和二月都有四天的週數是固定的。除外以星期四開始的閏年(三月份起週數加一)，每個月都有四到五天的週數是固定的(詳見下表)。
| 月份 | 日期 | 日期 | 日期 | 日期 | 日期 | 週數  |
| ---- | ---- | ---- | ---- | ---- | ---- | ----- |
| 01月 | 04   | 11   | 18   | 25   |      | 01–04 |
| 02月 | 01   | 08   | 15   | 22   |      | 05–08 |
| 03月 | 01   | 08   | 15   | 22   | 29   | 09–13 |
| 04月 | 05   | 12   | 19   | 26   |      | 14–17 |
| 05月 | 03   | 10   | 17   | 24   | 31   | 18–22 |
| 06月 | 07   | 14   | 21   | 28   |      | 23–26 |
| 07月 | 05   | 12   | 19   | 26   |      | 27–30 |
| 08月 | 02   | 09   | 16   | 23   | 30   | 31–35 |
| 09月 | 06   | 13   | 20   | 27   |      | 36–39 |
| 10月 | 04   | 11   | 18   | 25   |      | 40–43 |
| 11月 | 01   | 08   | 15   | 22   | 29   | 44–48 |
| 12月 | 06   | 13   | 20   | 27   |      | 49–52 |

## 優點
- 所有星期(週)都有7天，即沒有任何一個星期是不完整的。
- 每個星期都只屬於同一年中，即沒有不明確或屬於兩年中的星期。
- 日期直接對應於工作日。
- 每一星期都是從週一開始，到週日結束。
- 如果單獨使用星期而不使用月的概念時，則所有星期的序號在每一年都是相同的，只是有些年份的末尾有第53週。
- 星期與格里曆相同。

## 轉換
查表法
主日字母星期表不僅可以用來查找格里曆(CD)任意一年的主日字母(DL)和任意一天的日字母(dl)及星期(w)，而且可以查找ISO周日曆(WD)的週數(n)及其相應的日期(D)，因此可以利用該表來實現這兩種日曆的相互轉換。
位於世紀(c)列和年(y)行交叉處(c, y)的字母就是該年的主日字母(本世紀的主日字母位於A列)，而位於日列(d)和月(m)行交叉點(d, m)的字母就是該日的字母，知道了主日字母就可以確定其它日字母的星期。由字母D就可以查到週數固定的日期，當遇到以週四開始的閏年(DC)從三月份起週數加一。
| 週數              | 週數              | 週數              | 日期              | 日期              | 日期              | 01 08 15 22 29 | 02 09 16 23 30 | 03 10 17 24 31 | 04 11 18 25 -- | 05 12 19 26 -- | 06 13 20 27 -- | 07 14 21 28 -- | 主日字母星期表      | 主日字母星期表      | 主日字母星期表      | 主日字母星期表      | 主日字母星期表      |
| 01–04             |                   | 40–43             | 01月              |                   | 10月              | A              | B              | C              | D              | E              | F              | G              | 0                   | 06                  | 12                  | 17                  | 23                  |
| 14–17             |                   | 27–30             | 04月              |                   | 07月              | G              | A              | B              | C              | D              | E              | F              | 01                  | 07                  | 12                  | 18                  | 24                  |
| 36–39             |                   | 49–52             | 09月              |                   | 12月              | F              | G              | A              | B              | C              | D              | E              | 02                  | 08                  | 13                  | 19                  | 24                  |
|                   | 23–26             |                   |                   | 06月              |                   | E              | F              | G              | A              | B              | C              | D              | 03                  | 08                  | 14                  | 20                  | 25                  |
| 05–08             | 09–13             | 44–48             | 02月              | 03月              | 1月               | D              | E              | F              | G              | A              | B              | C              | 04                  | 09                  | 15                  | 20                  | 26                  |
|                   | 31–35             |                   |                   | 08月              |                   | C              | D              | E              | F              | G              | A              | B              | 04                  | 10                  | 16                  | 21                  | 27                  |
|                   | 18–22             |                   |                   | 05月              |                   | B              | C              | D              | E              | F              | G              | A              | 05                  | 11                  | 16                  | 22                  | 00                  |
| 年的前2位數 mod 4 | 年的前2位數 mod 4 | 年的前2位數 mod 4 | 年的前2位數 mod 4 | 年的前2位數 mod 4 | 年的前2位數 mod 4 | 20 00 16       |                | 21 01 17       |                | 22 02 18       |                | 23 03 19       | 年的後2位 數 mod 28 | 年的後2位 數 mod 28 | 年的後2位 數 mod 28 | 年的後2位 數 mod 28 | 年的後2位 數 mod 28 |

例一查找2032年10月1日的星期及週數:
c = 20，y = 32 mod 28 = 4，d = 1，m = 10；
DL = (20，04/04) = DC，dl = (1，10) = A，D = (4，10)(40 + 1)；
C = 週日，A = 週五，D = 週一(41)；
n = 41 - 1 = 40，w = 5；
WD = 2032–W40–5。
例二查找1980–W40–1的日期:
c = 19，y = 80 mod 28 = 24，n = 40，w = 1 = 週一；
DL = (19，24/24) = FE，D = (4，10)；
E = 週日，D = 週六(40)，F = (6，10)週一(41) = (-1，10)(29，9)週一(40)；
CD = 1980年9月29日週一。

## 外部連結
- The Mathematics of the ISO 8601 Calendar（页面存档备份，存于）
- ISO week date calendar（页面存档备份，存于）
- Another website giving you the current week number
- ISO Date and time format FAQ（页面存档备份，存于）